# Nossa Senhora dos Remédios
Nossa Senhora dos Remédios este un oraș în Piauí (PI), Brazilia.